# Quinta dos Loridos

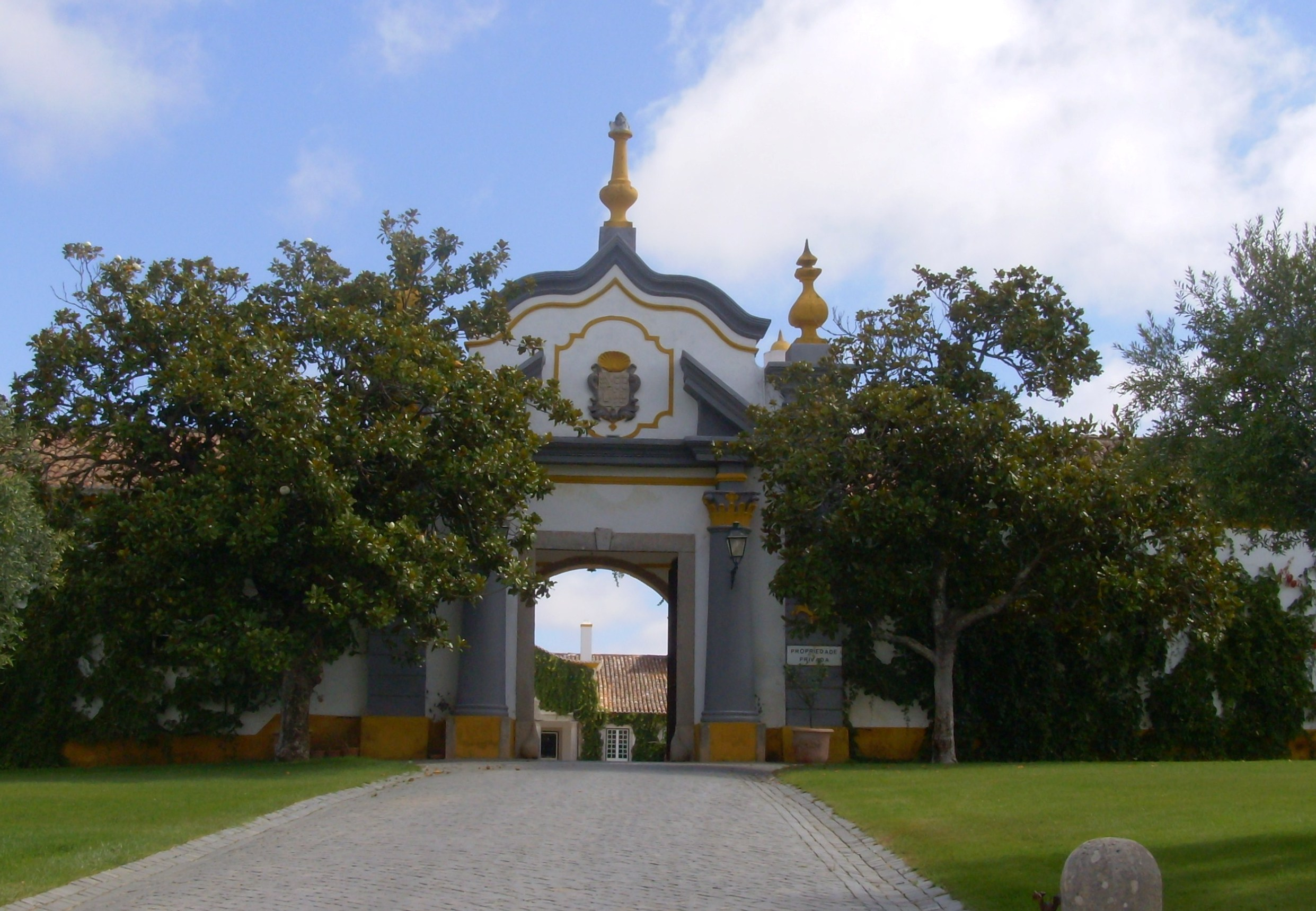
Quinta dos Loridos, Bombarral: portão.

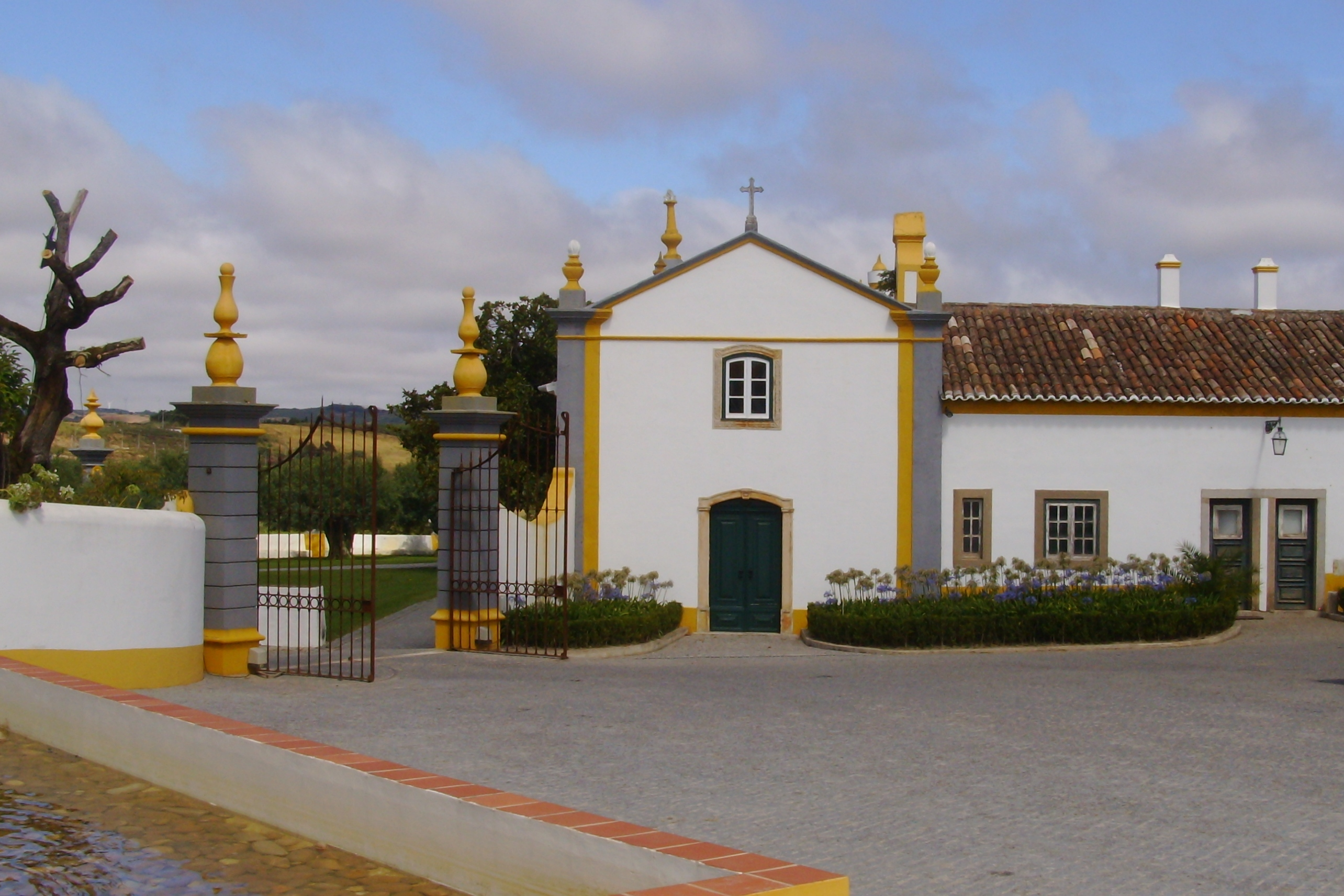
Quinta dos Loridos: capela.

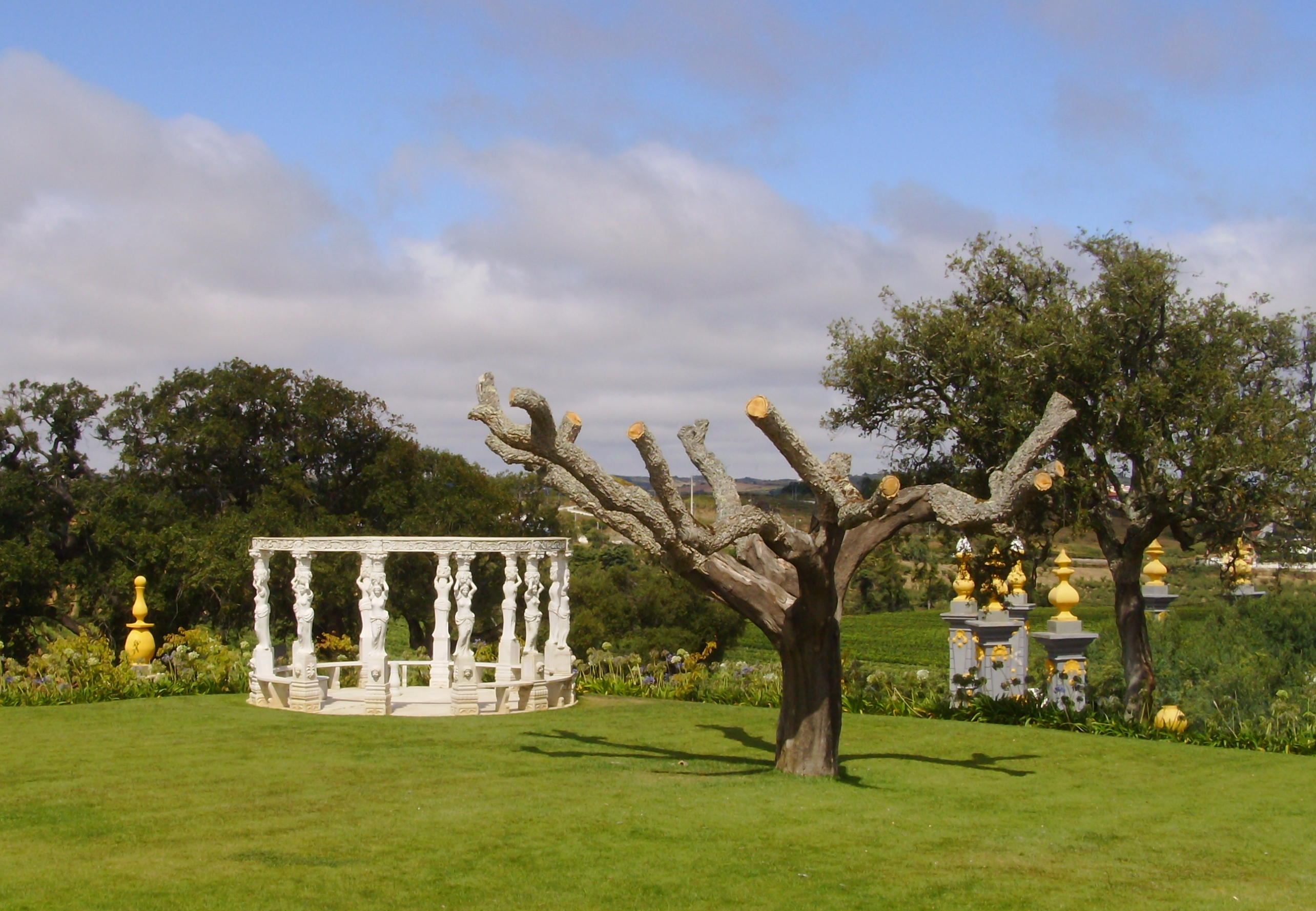
Quinta dos Loridos.

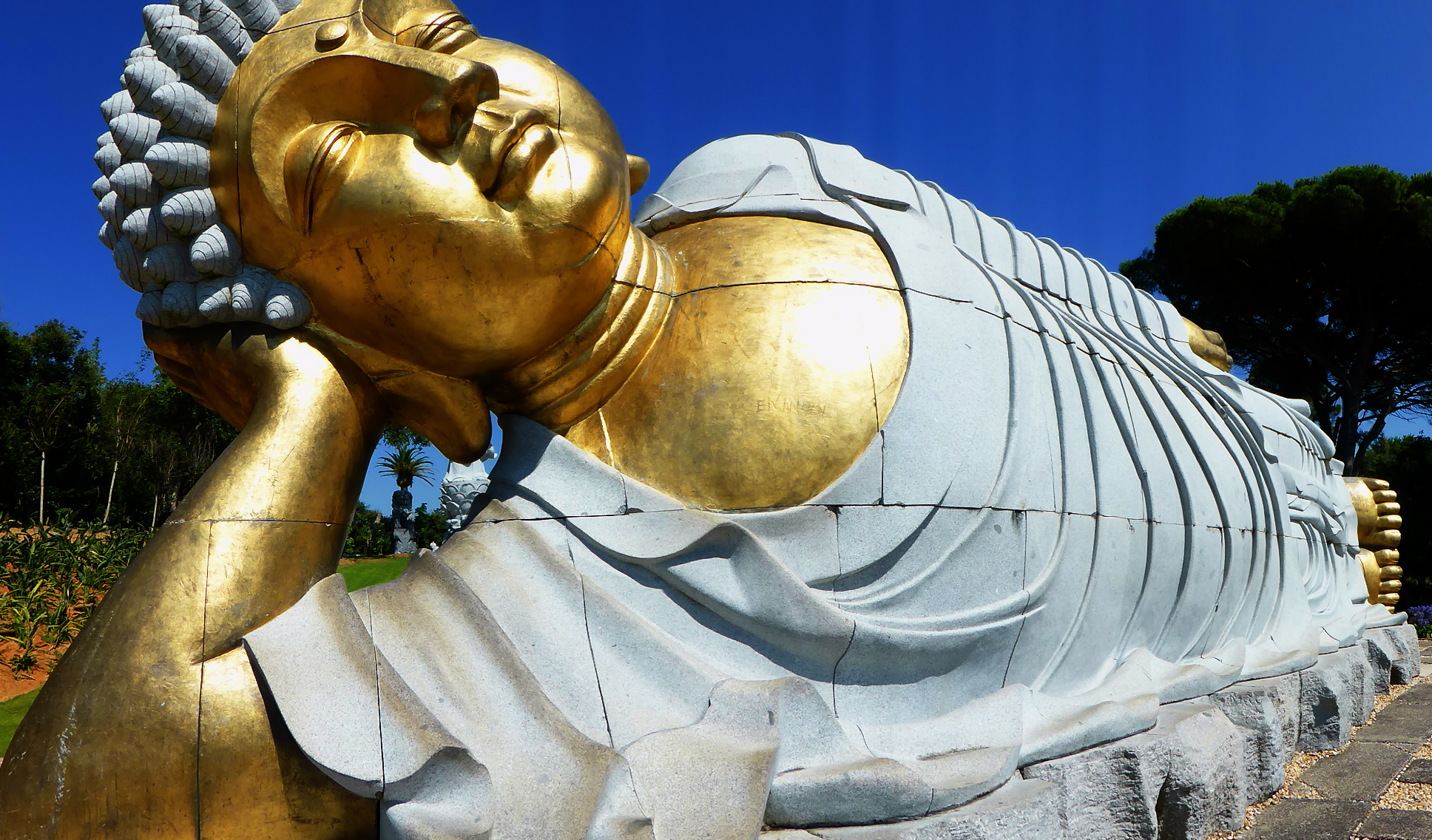
Buddha Eden - Quinta dos Loridos - Grand Reclining Buddha, Portugal

A Quinta dos Loridos, também referida como Quinta dos Loridos e Jardim Oriental e Quinta da Paz, é uma propriedade com produção vinícola, solar e jardim temático localizada na freguesia de Carvalhal, no Município do Bombarral, região Oeste de Portugal.

## História
A propriedade remonta a uma doação de terras feita pelo mosteiro a João Annes de Lourido, por volta de 1430.
Em finais do século XV estabelecem-se em Lisboa representantes da família Aifaitati ou Lafetas, banqueiros oriundos de Cremona, cuja casa bancária possuía filiais em Roma, na Inglaterra, na França, na Espanha e na Flandres. Em Portugal, associam-se inicialmente à produção de açúcar da ilha da Madeira, e, após a abertura do Caminho marítimo para a Índia, ao comércio de especiarias. No início do século XVI fixam-se na região de Óbidos, tendo erguido uma casa de campo nas terras da Quinta dos Loridos, que entretanto lhes fora doada por D. Manuel I.
A disposição quinhentista das edificações, de inspiração italiana, pode ser percebida até aos nossos dias, nomeadamente nos jardins em socalcos e no portal "Paladiano" do corpo central do edifício, idêntico ao do Palazzo Affaitati, em Cremona.
Mais tarde, em meados do século XVIII, a propriedade encontrava-se em mãos da família Sanches de Baena, conforme o testemunha a pedra de armas sobre o portal de entrada. Na posse desta família, tiveram lugar importantes alterações que lhe conferiram feições barrocas, notadamente na entrada e na capela.
A propriedade mudou de mãos em 1834, quando foi adquirida pelo capitão João Pedro Barbosa. O seu filho, José Antonio da Silva Barbosa, pretendeu legá-la em testamento a um pároco, que a recusou, rogando-le que a deixasse a um primo, Albino Herculano da Silveira Sepúlveda, que assim a herdou.
Em 1989 a quinta foi adquirida à família Sepúlveda pela empresa J. P. Vinhos, S.A. (propriedade de Joe Berardo), que promoveu uma extensa campanha de conservação e restauro, nomeadamente em termos de telhados e interiores, assim como a instalação de uma adega para a produção de vinho espumante (onde se destaca um lagar com uma antiga prensa de "vara"), a construção de uma cave para envelhecimento do produto e a plantação de vinhas.
A plantação de vinha ocupa 45 dos 90 hectares da propriedade com um compasso de 2,4 x 1,1 e uma densidade de 3.700 plantas das castas Castelão, Fernão-Pires, Merlot, Tinta Roriz, Chardonnay, Arinto e Alvarinho.

## O Buddha Eden
Regularmente, o titular da empresa, comendador José Berardo, impressionado em 2001 com a destruição pelos talibãs das milenares estátuas de Buda na paisagem cultural e ruínas arqueológicas do Vale de Bamiyan, no Afeganistão, concebeu o projecto de criação de um jardim como homenagem à perda daquela herança da humanidade. Em consequência, mais tarde, foi inaugurado um espaço de 35 hectares na quinta, com vegetação onde coexistem sobreiros e carvalhos, tendo sido implantado um lago artificial com carpas chinesas, rodeado por diversas estátuas em terracota, mármore e granito de Buda e outras divindades orientais, aberto a visitas, inicialmente gratuitas, hoje com um pagamento simbólico.

## Arquitetura
O Jardim Oriental apresenta uma composição diversificada de esculturas, pagodes, lagos e outras estruturas típicas da arquitetura oriental. Destacam-se notáveis esculturas, como um Buda gigante de 20 metros de altura, um conjunto de soldados de terracota chineses e um jardim de esculturas africanas.
O Buda Gigante, peça central do jardim, é uma imponente escultura em bronze, pesando cerca de 200 toneladas. Tal obra foi esculpida por um artista chinês e representa o Buda Shakyamuni, o fundador do budismo.
Os Soldados de Terracota Chineses são uma réplica do exército de terracota de Xian, na China, enterrado há mais de 2.200 anos, sendo considerado uma das maiores descobertas arqueológicas do século XX.
O Jardim de Esculturas Africanas abriga representações de diversas culturas africanas, incluindo o Egito, a Nigéria e o Zimbábue. As esculturas retratam diferentes deuses e deusas africanos, assim como cenas da vida cotidiana.
Além destas esculturas, o jardim abriga outras estruturas, tais como:
- Lagos e Fontes: Contribuem para a beleza e serenidade do ambiente.

- Pagodes: Estruturas religiosas típicas da Ásia Oriental, utilizadas para meditação e oração.

- Caminhos e Pontes: Permitem aos visitantes explorar o espaço de maneira agradável.

## Significados Simbólicos das Esculturas
As esculturas do Bacalhôa Buddha Eden carregam significados simbólicos importantes. O Buda gigante simboliza paz e sabedoria, os soldados de terracota representam força e determinação, enquanto o jardim de esculturas africanas simboliza a diversidade e a riqueza da cultura africana.
Como um todo, o jardim é um símbolo de paz e harmonia, proporcionando um espaço onde pessoas de diferentes culturas podem se reunir para apreciar a beleza da arte e da natureza.

## Flora e Fauna
O Jardim Oriental desempenha um papel crucial como habitat para a flora e fauna local. Nele, encontram-se uma variedade de árvores, plantas e flores, destacando-se espécies de bambu, sakuras e orquídeas.
Além disso, o jardim serve como habitat para diversos animais, como pássaros, insetos e répteis. Entre as aves mais comuns neste ambiente estão pardais, pombos e estorninhos.